# 光果荚蒾
光果荚蒾（学名：Viburnum leiocarpum）为五福花科荚蒾属的植物，为中国的特有植物。分布在中国大陆的海南、云南等地，生长于海拔1,000米至1,600米的地区，多生于山谷疏林以及灌丛中，目前尚未由人工引种栽培。

## 异名
- Viburnum leiocarpum Hsu var. punctatum Hsu